# Ozero Bersjtovskoje
Ozero Bersjtovskoje (ryska: Озеро Берштовское) är en sjö i Belarus.   Den ligger i voblasten Hrodna voblast, i den västra delen av landet, 210 km väster om huvudstaden Minsk. Ozero Bersjtovskoje ligger 120 meter över havet. Arean är 1,2 kvadratkilometer. Den sträcker sig 2,2 kilometer i nord-sydlig riktning, och 2,2 kilometer i öst-västlig riktning.
I omgivningarna runt Ozero Bersjtovskoje växer i huvudsak blandskog. Runt Ozero Bersjtovskoje är det ganska glesbefolkat, med 30 invånare per kvadratkilometer.